# Korea Południowa na Zimowych Igrzyskach Paraolimpijskich 2006
Reprezentacja Korei Południowej na Zimowych Igrzyskach Paraolimpijskich 2006 liczyła 3 sportowców.

## Reprezentanci Korei Południowej

### Narciarstwo alpejskie
- Han Sang-min
- Lee Hwan-kyung
- Park Jong-serk

## Medale

### Złote medale
brak

### Srebrne medale
brak

### Brązowe medale
brak